# Harrison (Maine)
Harrison város az USA Maine államában, Cumberland megyében. Lakosainak száma 2447 fő (2020. április 1.).

## Népesség
A település népességének változása:

| 2010 | 2 730 |
| 2020 | 2 447 |